# Distrito de Mürzzuschlag
Mürzzuschlag es un distrito del estado de Estiria (Austria). Mürzzuschlag se fusionó con el distrito de Bruck an der Mur para formar el nuevo distrito de Bruck-Mürzzuschlag el 1 de enero de 2013.

## División administrativa
El distrito de Mürzzuschlag se dividió en 16 municipios.

### Municipios
Barrios, aldeas y otras subdivisiones del municipio se indican con letras pequeñas.
- Allerheiligen im Mürztal
  - Edelsdorf, Jasnitz, Leopersdorf, Sölsnitz, Wieden
- Altenberg an der Rax
  - Altenberg, Greith, Steinalpl
- Ganz
  - Auersbach, Eichhorntal, Lambach, Schöneben
- Kapellen
  - Raxen, Stojen
- Kindberg
- Krieglach
  - Alpl, Freßnitz, Freßnitzgraben, Krieglach-Schwöbing, Malleisten, Massing, Sommer
- Langenwang
  - Feistritzberg, Hönigsberg, Langenwang-Schwöbing, Lechen, Mitterberg, Pretul, Traibach
- Mitterdorf im Mürztal
  - Lutschaun
- Mürzhofen
- Mürzsteg
  - Dobrein, Dürrenthal, Frein an der Mürz, Kaltenbach, Lanau, Niederalpl, Scheiterboden, Tebrin
- Mürzzuschlag
  - Auersbach, Edlach, Hönigsberg, Kohleben, Lambach, Pernreit, Schöneben
- Neuberg an der Mürz
  - Alpl, Arzbach, Dorf, Krampen, Lechen, Neudörfl, Veitschbach
- Spital am Semmering
  - Steinhaus am Semmering
- Stanz im Mürztal
  - Brandstatt, Dickenbach, Fladenbach, Fochnitz, Hollersbach, Possegg, Retsch, Sonnberg, Traßnitz, Unteralm
- Veitsch
  - Großveitsch, Kleinveitsch, Niederaigen
- Wartberg im Mürztal